# Czesław Niemen
 (décembre 2023).
Si vous disposez d'ouvrages ou d'articles de référence ou si vous connaissez des sites web de qualité traitant du thème abordé ici, merci de compléter l'article en donnant les références utiles à sa vérifiabilité et en les liant à la section « Notes et références ».
Czesław Juliusz Niemen, né le 16 février 1939 à Stare Wasiliszki (en) (en biélorusse : Старыя Васілішкі) et mort le 17 janvier 2004[réf. nécessaire] à Varsovie, est un chanteur polonais. 
Proclamé « chanteur polonais du XXe siècle » à l’issue d’un plébiscite organisé par le journal Polityka, il était depuis bien longtemps une des figures de proue de la musique polonaise et était un musicien célèbre dans le monde entier[réf. nécessaire]. 

## Biographie
Czesław Niemen a remporté le Concours Intervision de la chanson en 1979 pour la Pologne avec la chanson Nim przyjdzie wiosna.

## Discographie
- 1967 Dziwny jest ten świat (LP) - premier disque d'or en Pologne
- 1968 Sukces (LP)
- 1969 Czy mnie jeszcze pamiętasz? (LP)
- 1970 Enigmatic (LP)
- 1971 Człowiek jam niewdzięczny (2 LP, "Czerwony Album")
- 1972 Strange is This World (LP,  édité en RFA)
- 1973 Ode to Venus (LP, wyd. RFN)
- 1973 Niemen Vol. 1 et Niemen Vol. 2 (2 LP, "Marionetki")
- 1973 Russische Lieder (LP, sorti en RFA)
- 1974 Mourner's Rhapsody (LP,  sorti en RFA, au Royaume-Uni et aux États-Unis)
- 1975 Niemen Aerolit (LP)
- 1976 Katharsis (LP, album de musique électronique exclusivement)
- 1978 Idée Fixe (2 LP + SP)
- 1979 The Best Of Niemen (LP)
- 1980 Postscriptum (LP)
- 1982 Przeprowadzka (MC)
- 1989 Terra Deflorata (LP)
- 1991 Terra Deflorata (version élargie) (CD)
- 1991 Gwiazdy mocnego uderzenia: Czesław Niemen (LP)
- 1993 Mouner's Rhapsody (version revue et corrigée) (CD, édité aux USA)
- 1995 Sen o Warszawie (CD)
- 2001 Czas jak rzeka (CD)
- 2001 spodchmurykapelusza (CD)
- 2002 od początku I (6 CD)
- 2003 od początku II (6 CD)
- 2007 41 Po en tencjometrów Pana Jana